# Maison des Jurats
La maison des Jurats est une maison médiévale située sur la commune d'Hastingues, dans le département français des Landes. Elle est inscrite aux monuments historiques par arrêté du 29 juillet 2010.

## Présentation
La maison tient son nom des six jurats et du bailli (« bayle ») qu'elle abritait, magistrats municipaux dans le Midi de la France au Moyen Âge.
En vertu de son autonomie relative, l'administration des jurats, élus par les habitants pour un an, dressait les corvées, votait les taxes, levait les péages dans les marchés et les foires, veillait au ravitaillement de la ville, entretenait la milice, rendait la justice pour tout délit commis dans l'enceinte de la bastide, battait monnaie, .
La maison est construite sur la place de l'église Saint-Sauveur en blocs taillés de calcaire, qui abonde alors dans la région. Elle se dresse sur le côté sud-ouest de la place centrale de la bastide d'Hastingues.
De plan rectangulaire, elle est divisée en deux parties. Des traces d'arcades murées sont visibles sur des façades au rez-de-chaussée. Les fenêtres à meneaux des deux étages ainsi que la tourelle d'escalier témoignent d'une construction par étapes, entre le XVe siècle et le XVIe siècle. En façade, deux grands contreforts soutiennent les arcades murées.
Cette maison est exploitée comme auberge au XIXe siècle.